# Inkoo Shipping
Inkoo Shipping Oy Ab är ett privatägt finländsk hamnföretag som äger och driver Ingå hamn vid Norrfjärden i Joddböle utanför Ingå samt driver Fortums hamn, som ligger omedelbart bredvid. Hamnen är öppen året om, med en farled som är isfri nästan hela året.
Hamnen i Ingå har en 36,8 kilometer lång inseglingsfarled, som börjar söder om fyren Häststen och är 13 meter djup. Farleden tillåter fartyg på 70.000 dödviktston av Panamax-typ. Hamnen har två kajlägen på den västra (Fortum-) sidan, med djupen 13 respektive 10 meter, samt en U-formad hamnbassäng med två kajlägen på den östra sidan, med 7,8 respektive 7,5 meters djup. Hamnen är specialiserad på att hantera och lagra torra bulkvaror. 
I hamnens omedelbara närhet har stenkrossföretaget Rudus Oy en täkt nära stranden. Den resulterade plattmarken används för utvidgning av hamnområdet. Något innanför hamnen finns en tidigare stor torvtäkt.

## Historik
Ägaren till Lojo Kalkverk Ab, Petter Forsström identifierade 1942 en bra hamnplats utanför Ingå och bildade Ingå Storhamn Ab för att bygga en hamn för kolimport för kalkbrukets behov. Anläggningen av en hamn kom då inte igång, på grund av Fortsättningskriget och den ansträngda finländska efterkrigsekonomin. Hamnen anlades slutligen i slutet av 1950-talet för att invigas 1962. Hamnen har senare ägts av Nordkalk. Ägarbolaget Inkoo Shipping Oy Ab grundades 1994 av Nordkalk, Finnsementti och M-real. 
Arbistock Ab köpte 2009 Nordkalks andel på 60 procent, senare M-reals andel på 5 procent samt 2014 Finnsementits andel på 35 procent. 
Hamnen användes till en början mest för kalk och gips för kalkbruket. Senare blev den en viktig importhamn för kol till det 1974–1978 anlagda Fortum-ägda Ingå kolkraftverk fram till att dess drift upphörde omkring 2014. Under senare år har den årliga fraktmängden legat på ungefär en miljon ton gods. 
Inkoo Shipping tog 2019 över Kantvik Shipping i den mindre Kantviks hamn i Kyrkslätt.

## Flytande naturgasterminal
Från december 2022 används en av kajerna i den tidigare Fortums hamn för fast förankring av den flytande LNG-terminalen FSRU Exemplar, som Gasgrid Finland hyrt för en tioårsperiod av amerikanska Excelerate Energy. Naturgasledningen Balticconnector mellan Finland och Estland har sin norra landningsplats 1,5 kilometer från Ingå hamn, och naturgasen från FSRU Exemplar ansluter i närheten till det finländska stamnätet för att distribueras både i södra Finland och i Baltikum.